# Louis-Émile Desloye
Pour les articles homonymes, voir Desloye.
Émile Desloye,, ancien élève du lycée de Besançon et de l'École des Chartes, est un homme politique et industriel français, né le 8 juillet 1836 à Plancher-Bas (Haute-Saône) et décédé le 2 février 1892 dans la même commune.

## Origines familiales

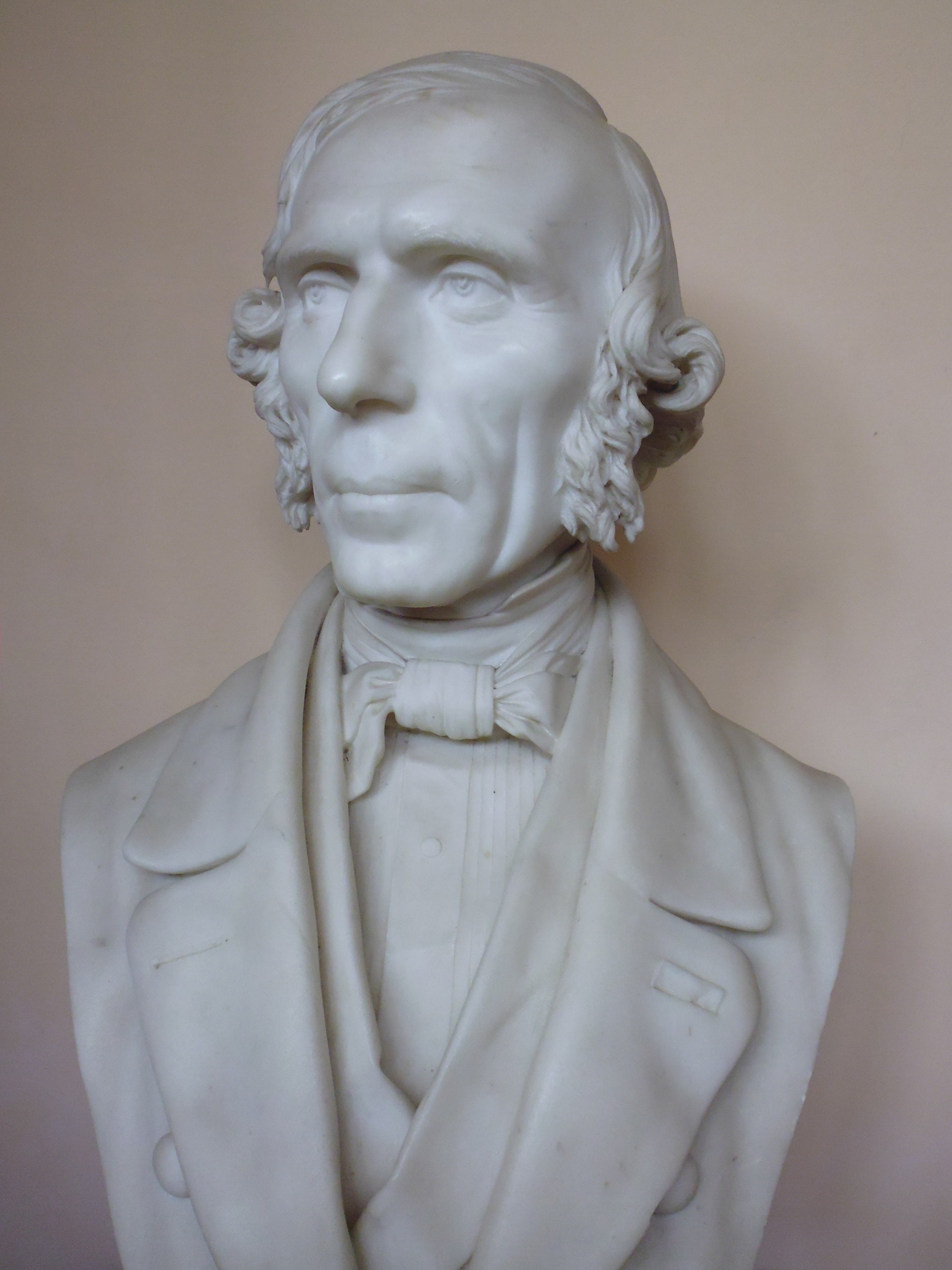
Buste de Honoré Desloye (1802-1886), le père d'Emile Desloye, sculpté en 1859 par Henri-Frédéric Iselin (le plâtre original est conservé au musée Georges-Garret de Vesoul).

Emile Desloye est le fils de Honoré Desloye (Plancher-Bas, 3.01.1802-Idem, 28.02.1886) et de Marie-Antoinette Ruty (Lons-le-Saunier, 2.03.1812-Plancher-Bas, 5.10.1857).
La famille Desloye était anciennement implantée dans la commune de Plancher-Bas : les arrière-arrière-grands-parents d'Emile Desloye, Jean Pierre Deslois (vers 1702-10.10.1738, "profession de maçon" sur son acte de décès) et Marie Anne Villemey (18.03.1708-18.02.1780), étaient tous les deux nés et décédés dans la commune.
Le père d'Emile, Honoré Desloye, fut maire de Plancher-Bas (à deux reprises, pendant plus de vingt ans au total : du 7 octobre 1827 au 30 juin 1839, puis du 26 février 1861 au 16 mars 1871), conseiller général (pendant près de dix-huit ans : du 17 novembre 1833 au 16 juin 1861) et juge de paix du canton de Champagney (pendant plus de dix ans : du 10 juin 1839 à 1861).
La mère d'Emile, Marie-Antoinette Desloye née Ruty, était issue d'une famille du Jura : son père, Charles Henry Ruty (Grozon, 7.02.1775-Lons-le-Saunier, 6.02.1814), était "garde magasin des vivres militaires" à Lons ; sa mère, Sophie Eléonore Prêtre, est née à Morteau (le 5.11.1771).

## La papeterie Desloye-Terré
« Par acte du 3 juin 1820, les frères Jean-Baptiste et Honoré Desloye s'associent pour "fonder une maison de commerce et annoncent leur intention de créer une papeterie dans un bâtiment que leur père avait construit pour la même destination. Cette fabrique est établie à l'emplacement d'une ancienne ribe à chanvre, dont l'existence est mentionnée dans un acte sous seing privé du 3 avril 1656. En 1822, l'élévation du moulin à papier compte trois étages. Il est réglementé par ordonnance royale le 31 mars 1824, et repris dans la seconde moitié du 19e siècle par Emile Desloye, fils d'Honoré. »

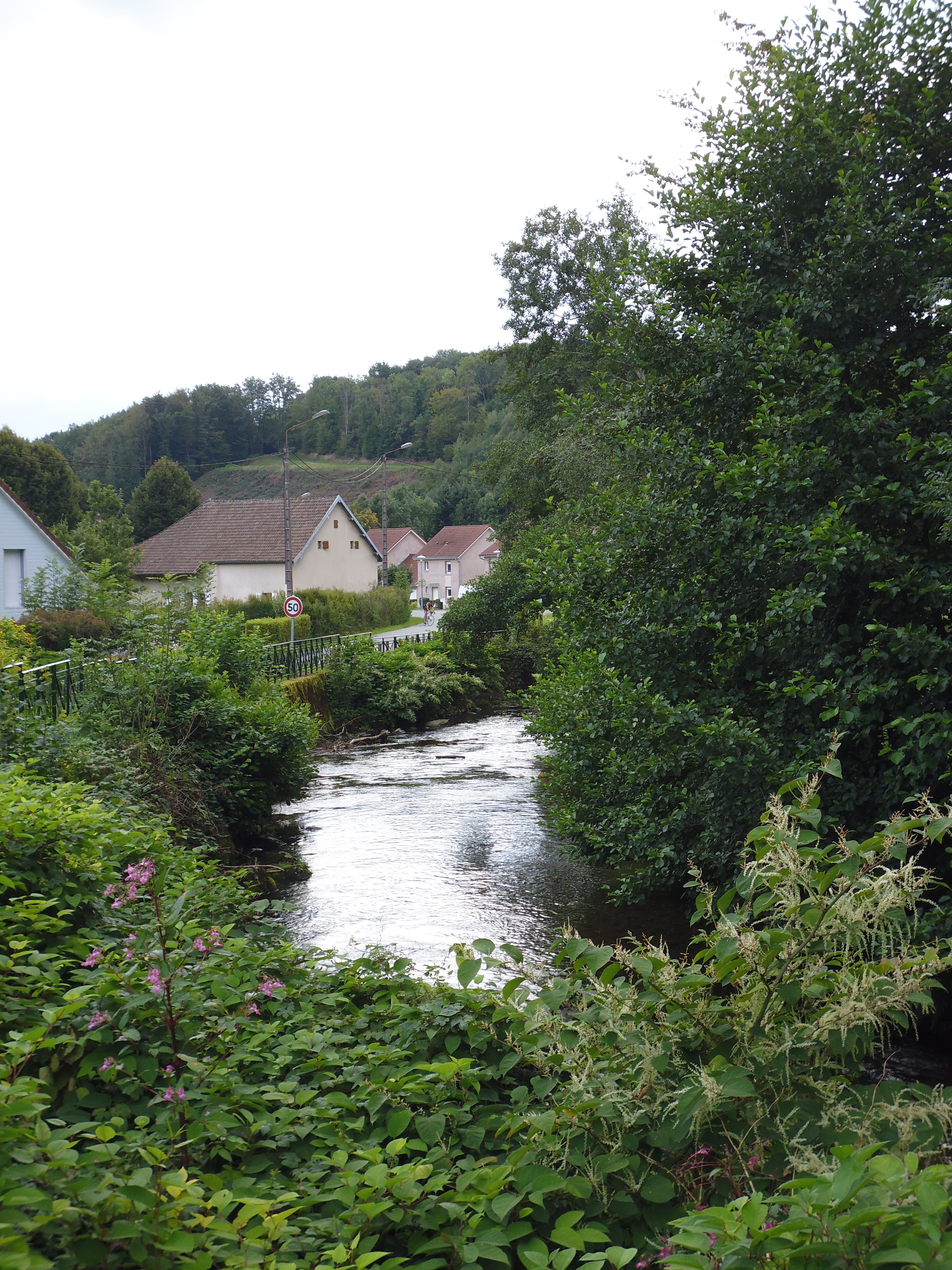
Vue du Rahin à Plancher-Bas, depuis l'intersection des rues du Général-Brosset du 19 mars 1962, à proximité du site de l'ancienne papeterie Desloye-Terré.

En 1809, le fonds de boutique du père de Jean-Baptiste et Honoré Desloye, François-Xavier Déloye, comprenait "8 000 kilogrammes de chiffons blancs pour la papeterie". 
Sur le plan cadastral de la commune de Plancher-Bas dressé en 1834, la papeterie est représentée au bas de la feuille 3 de la section H (au "Saucy", à la limite avec le haut de la feuille 6 de la section C, où l'on peut distinguer le canal de dérivation). Tout indique que les deux bâtiments de la papeterie présents sur le plan cadastral de 1834 sont aussi les deux corps de bâtiment que l'on voit sur la carte postale ancienne de la papeterie dont on dispose (reproduite ci-dessous) : seulement, à la fin du XIXe siècle, le canal de dérivation avait été comblé, et de nouveaux bâtiments avaient été ajoutés vers le nord (partie débutant à l'extrémité droite de la carte postale).  
En 1860, la papeterie devient "Emile Desloye et Cie", ainsi que le montre un courrier rédigé par Emile Desloye le 17.06.1860 : "Nous venons de perdre, après quelques jours de maladie, M. Valot, qui dirigeait en son nom les affaires de mon père depuis vingt ans. […] Notre nouvelle raison sociale est Emile Desloye et Cie."
« Les matrices cadastrales mentionnent la reconstruction et la transformation d'un bâtiment industriel vers 1887, puis la destruction partielle de la papeterie par incendie [dans la nuit du 18 au 19 mai] 1890,. » Toutes les sources disponibles indiquent qu’Emile Desloye prit alors la décision de la reconstruire.

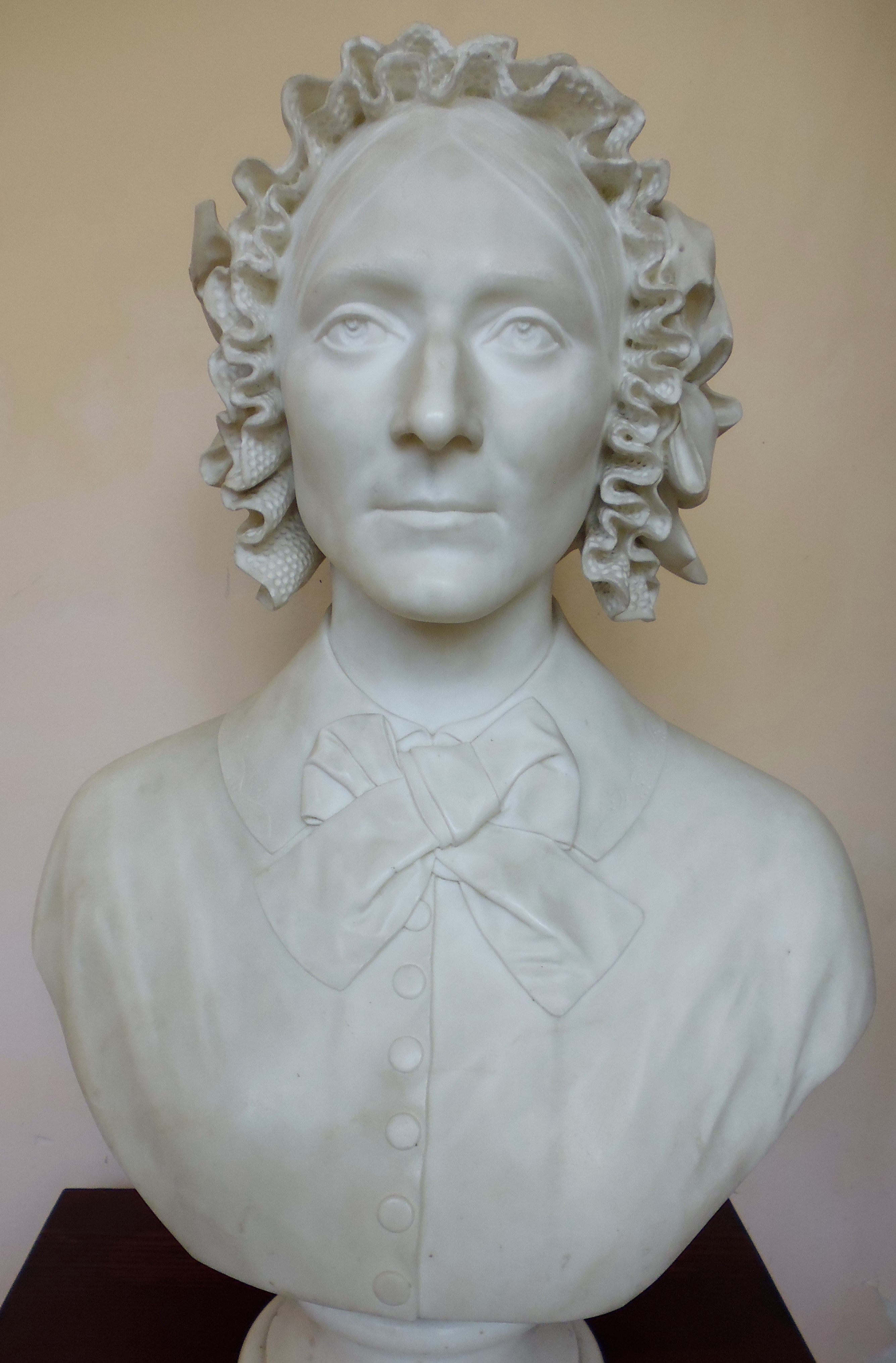
Buste de Marie-Antoinette Ruty (1812-1856), épouse de Honoré Desloye et mère d'Emile Desloye.

Emile Desloye et son épouse Fernande Cadet-Leprévost (1843-après 1892) n'ont pas eu d'enfant. C'est Edouard Terré (Paris, 17.05.1832-Paris 7e, 25.01.1913), le mari de son unique sœur (Marie Clarice Félicie, dite Maria Desloye, Plancher-Bas, 23.06.1837-Idem, 19.03.1895), qui succéda à Emile Desloye à la tête de la papeterie. Edouard Terré, ancien élève de Polytechnique et "ancien officier d’artillerie", fut aussi le dernier papetier plancherot : "Je compte cesser sous peu ma fabrication", écrit-il en 1906 à l'un de ses correspondants.
Le papier était fabriqué à partir de chiffons et d'autres tissus récupérés. Parmi les utilisateurs, on trouve les peintres Paul Cézanne et Armand Guillaumin.
En 1875, 30 hommes, 25 femmes et 5 enfants étaient employés par la papeterie.
Actuellement, l'ancienne usine est, pour l'essentiel, à l'état de ruines ; ne subsiste qu'un corps de bâtiment.

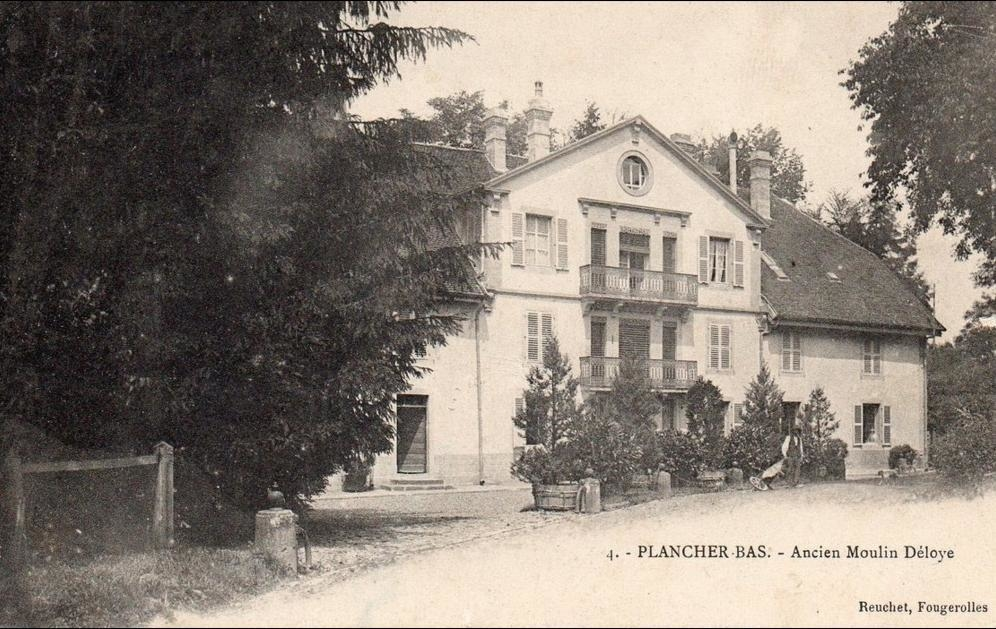
La maison de la famille Desloye-Terré, dans le centre de Plancher-Bas, au début du XXe siècle.
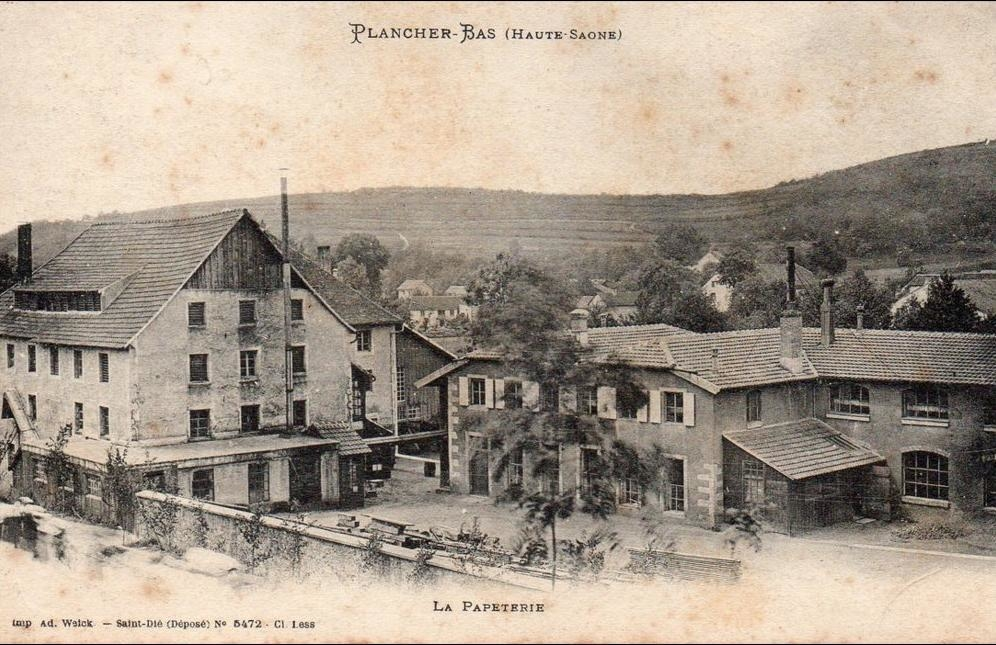
La papeterie Desloye-Terré, vers le début du XXe siècle, peu avant l'arrêt de son activité.
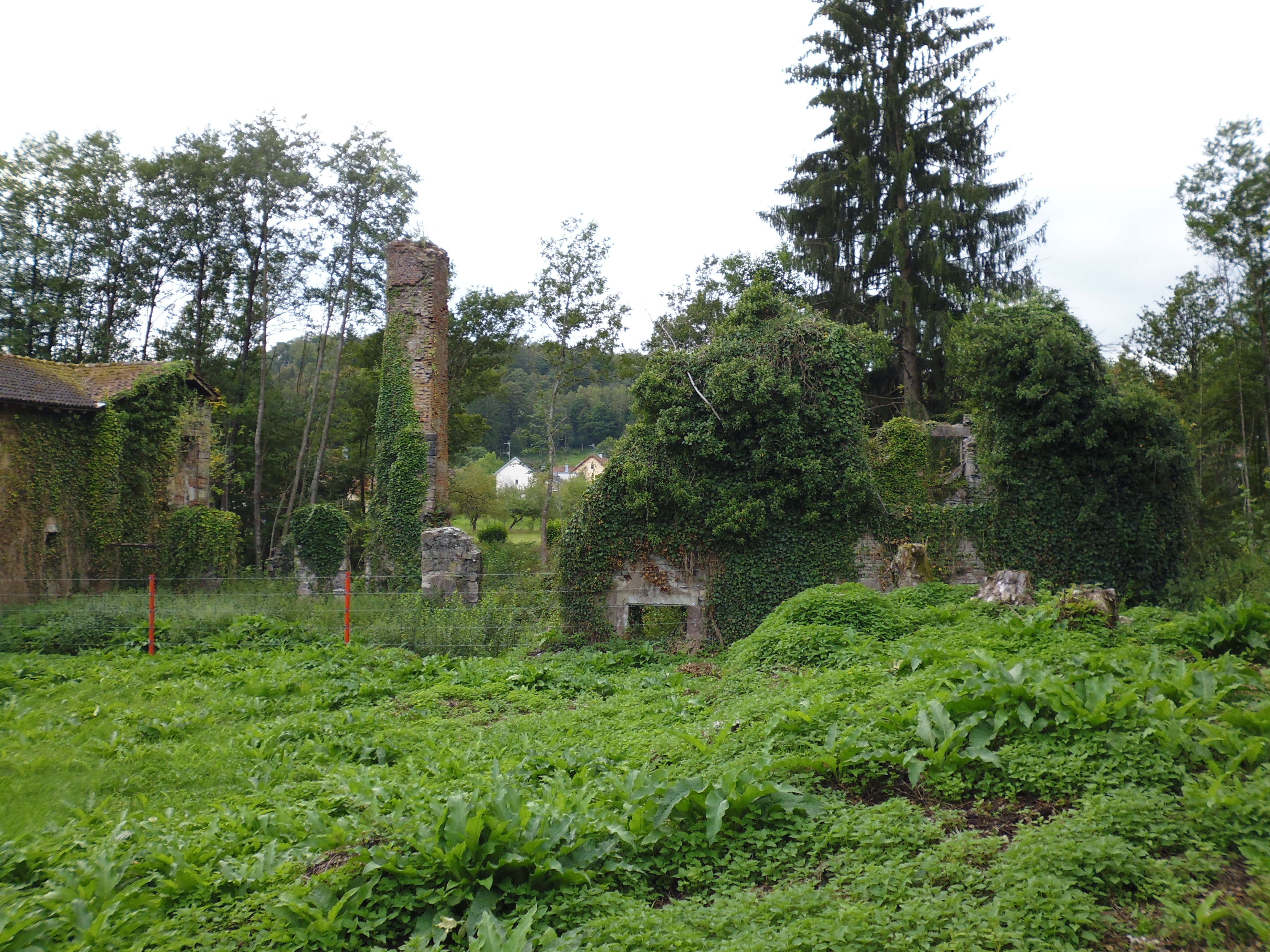
Une partie de l'ancienne papeterie Desloye en septembre 2014.

## Vie politique

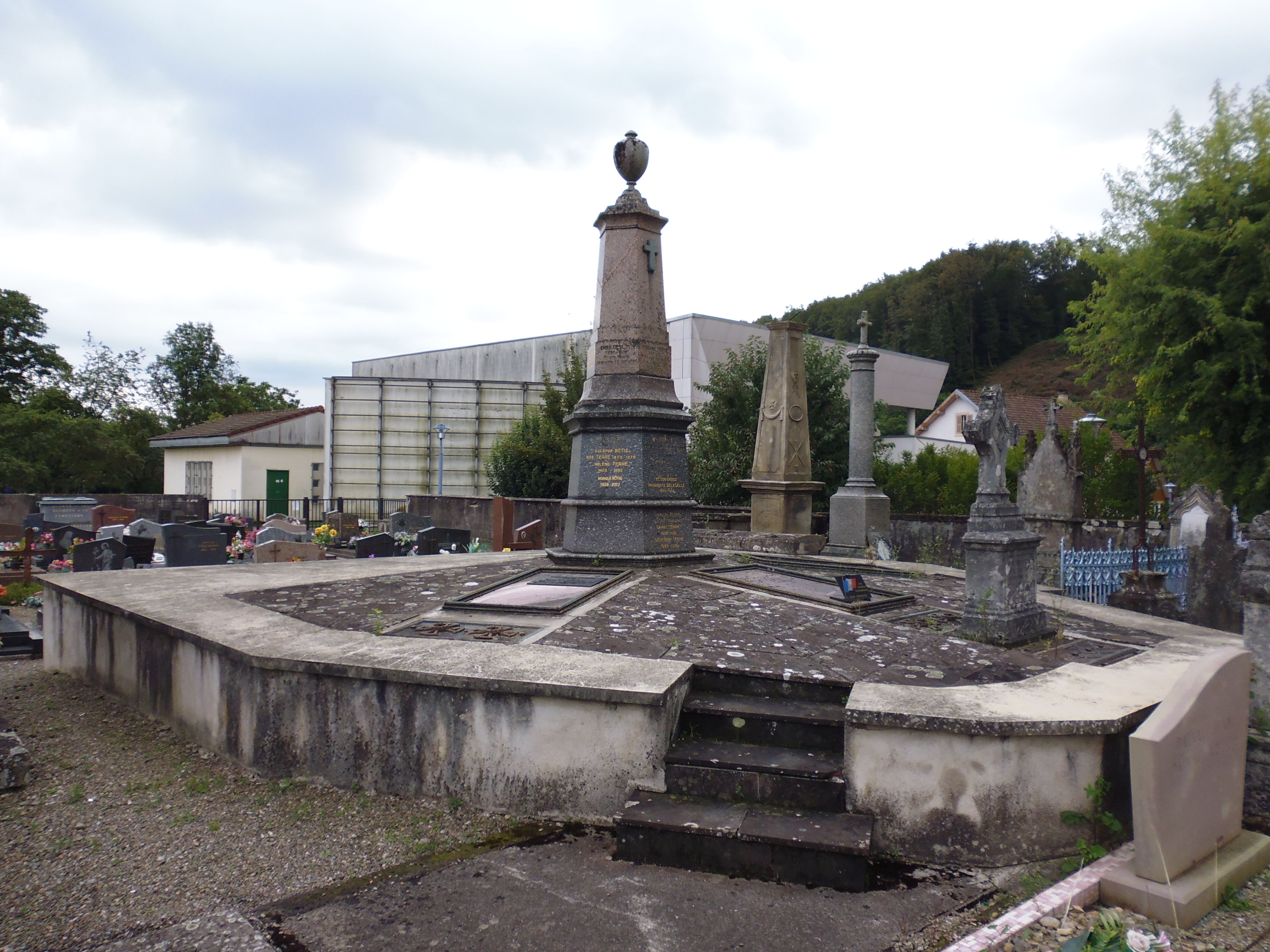
Sépulture de la famille Desloye-Terré-Rötig, dans le cimetière de Plancher-Bas, où repose Emile Desloye (1836-1892).

Emile Desloye commence sa carrière politique en remportant le 25 août 1867, à la suite de la démission du comte de Grammont, l’élection départementale partielle dans le canton de Champagney face au manufacturier et maire de Plancher-les-Mines Auguste Laurent.
Cette première période au conseil général de la Haute-Saône a duré dix ans : il a notamment été réélu en 1870 et en 1871. Pendant sept de ces dix années, il a occupé les fonctions de secrétaire de l'assemblée départementale.
Emile Desloye a succédé à son père à la mairie de Plancher-Bas le 17.03.1871. Il est resté maire jusqu'au 4.04.1884.
Emile Desloye est député de la Haute-Saône (circonscription de Lure) du 20.02.1876 au 25.06.1877. Il est élu face au député sortant Charles Hérisson par 7 838 voix contre 6 985. Il siège au centre droit, dans le camp conservateur, qui soutient alors le ministère de Broglie (gouvernement de « l’Ordre moral »). Il perd son siège le 28 octobre 1877, lors des élections provoquées par la crise du 16 mai 1877, par 6 927 voix contre 9 394 à son adversaire, Charles Baïhaut. Il s'était présenté à ces élections comme le "candidat du gouvernement du Maréchal de Mac-Mahon".
Le 4 novembre 1877, soit quelques jours seulement après sa défaite aux législatives, Emile Desloye est réélu conseiller général avec seulement 23 voix d'avance face à François Ferguson (proche de Charles Baïhaut) dans le canton de Champagney. Son élection est invalidée quelques mois plus tard par le Conseil d'État. Il annonce alors "rentrer dans la vie privée" et renoncer à se présenter à l'élection partielle du 30 juin 1878. Les motifs qu'il invoque pour justifier son retrait seront qualifiés par la préfecture d'"imputations injurieuses et calomnieuses pour le gouvernement de la République", ce qui lui vaudra d'être provisoirement suspendu de ses fonctions de maire. 
En 1889, Emile Desloye sort de sa retraite en se présentant à nouveau à l'élection départementale. Le 28 juillet, il est élu par 1.735 voix contre 1.401 à son adversaire (l'opportuniste François Ferguson, de nouveau). À son décès en 1892, il était toujours conseiller général du canton de Champagney. Pendant ces deux ans et demi de mandat à Vesoul, Emile Desloye a été le chef de l’opposition conservatrice. À ce titre, il s'est plusieurs fois porté candidat à la présidence de l'assemblée. Il est notamment intervenu sur les chemins de fer et, en particulier, sur le tramway à vapeur de Ronchamp à Plancher-les-Mines (notamment en août et en septembre 1890). En mars 1892, dans le mois suivant le décès d'Emile Desloye, c'est son rival historique, l'ancien ministre Charles Baïhaut, qui lui succède pour représenter le canton de Champagney.   
La lecture de la presse de l’époque témoigne de l’âpreté des luttes politiques dans les années 1870-1880 : de fréquentes controverses opposent, d’un côté, Le Journal de la Haute-Saône (qui porte parfois le sous-titre « organe des conservateurs »), puis Le Réveil de la Haute-Saône (dont Emile Desloye était l’un des actionnaires) et, de l’autre, le républicain L’Avenir de la Haute-Saône (dont la direction politique est assurée par Charles Baïhaut). Emile Desloye et les journaux qui le soutiennent dénoncent régulièrement les pressions qui seraient exercées par l'administration pour favoriser les candidats dits "républicains modérés" ou "opportunistes". Cet antagonisme est tel, qu'en 1892, ni le préfet de la Haute-Saône, ni aucun de ses représentants n'assisteront aux obsèques d'Emile Desloye à Plancher-Bas.   

## Un conservateur
Emile Desloye s'est régulièrement adressé aux électeurs du canton de Champagney. Avant les élections départementales de l'automne 1871, il leur a écrit ceci : « Notre premier devoir est d’apporter […] un concours absolu au gouvernement de la République et à l’homme éminent [Adolphe Thiers] qui tient aujourd’hui nos destinées entre ses mains. […] Travailler dans la mesure de nos forces à ramener dans notre pays le respect de la loi, de la famille, de la religion ; répandre partout l’instruction, sans oublier que ses bienfaits seraient perdus si l’éducation morale de l’enfant ne marchait de pair avec elle ; rendre à la commune, par une décentralisation bien entendue, une plus grande liberté dans l’administration de ses biens, une plus large part dans le choix des agents qu’elle rétribue ; honorer, encourager l’agriculture, protéger sagement l’industrie ; éloigner des ouvriers les doctrines décevantes, mais […] leur inspirer l’amour du sol natal, de l’ordre et de l’épargne ; […] entrer largement dans la voie des économies : tels sont les principes qui dicteront ma conduite, si vous m’appelez à élever la voix dans l’assemblée de notre département. »
En février 1876, peu avant l'élection législative qu'il remportera, il s'est adressé dans ces termes aux électeurs de la circonscription de Lure : « J’ai lutté avec vous contre les exigences de l’ennemi aux jours douloureux de l’invasion, et, après nos désastres, j’ai, l’un des premiers, jeté le cri d’alarme lorsque d’injustes prétentions, que nous pourrions bien voir renaître, ne tendaient à rien moins qu’à séparer de la Haute-Saône quatre des plus beaux cantons de l’arrondissement de Lure pour les réunir à Belfort. […] La Constitution républicaine du 25 février [1875] est aujourd’hui la loi de la France ; j’accepte franchement le gouvernement qu’elle a institué, mais je le veux résolument conservateur, assurant à la loi son autorité, à la société ses garanties, à la religion le respect qui lui est dû. […] Notre département est essentiellement ami de l’ordre, travailleur et patriote ; il a souffert plus que tout autre de nos désastres ; plus que tout autre il veut la paix, la tranquillité, l’union, cette union des hommes modérés de tous les partis à laquelle l’illustre maréchal de Mac-Mahon ne cesse de faire un si pressant appel. »
À son décès, un journaliste écrira au sujet d’Emile Desloye : « Français et patriote, il eût voulu le gouvernement qui servît le mieux les intérêts du pays, sans se faire illusion sur les reproches que pouvaient mériter les monarchies déchues ; mais il n’aimait pas la république telle qu’on nous l’a faite. »

## Autres précisions
Emile Desloye résidait dans la maison, située à proximité du Rahin et de l'actuel pont du Fahys qui fut longtemps la colonie de vacances "La Fleur des Champs", avant de subir un incendie (le 3.12.1995), puis d'être démolie (au printemps 2000), pour permettre la construction de six maisons d'habitation (rue du 19-mars-1962).
Emile Desloye gérait, outre la papeterie, le patrimoine immobilier familial, qui comprenait notamment "la ferme de Belfahy" et, suivant les périodes, plusieurs moulins et scieries.
Emile Desloye repose dans la sépulture de la famille Desloye-Terré-Rötig dans le cimetière de Plancher-Bas.
Emile Desloye était le grand-oncle de Hélène Terré, « la première femme à quatre galons de l’armée française », qui dirigea notamment l’unité des Auxiliaires féminines de l’armée de terre (AFAT).